# シトロネル酸
シトロネル酸（Citronellic acid）とは、カルボン酸の1種であり、3,7-ジメチルオクタ-6-エン酸（3,7-dimethyloct-6-enoic acid）のことである。3,7-ジメチル-6-オクテン酸（3,7-dimethyl-6-octenoic acid）とも呼ばれる。
この他、ロジゾン酸という別名も持つ

。
示性式が(CH3)2C=CHCH2CH2CH(CH3)CH2COOHであることから明らかなように、3番目の炭素はキラル中心であり、鏡像異性体を持つ。
分子量は170.25

。
25℃1気圧における密度は、0.923 (g/mL)

。
20℃におけるナトリウムのD線の屈折率は、1.4520から1.4550

。
1 (mmHg)における融点は121℃から122℃

。
なお、ジバクアリがまき散らす液体に含まれていることが知られている。